# Christy Burke

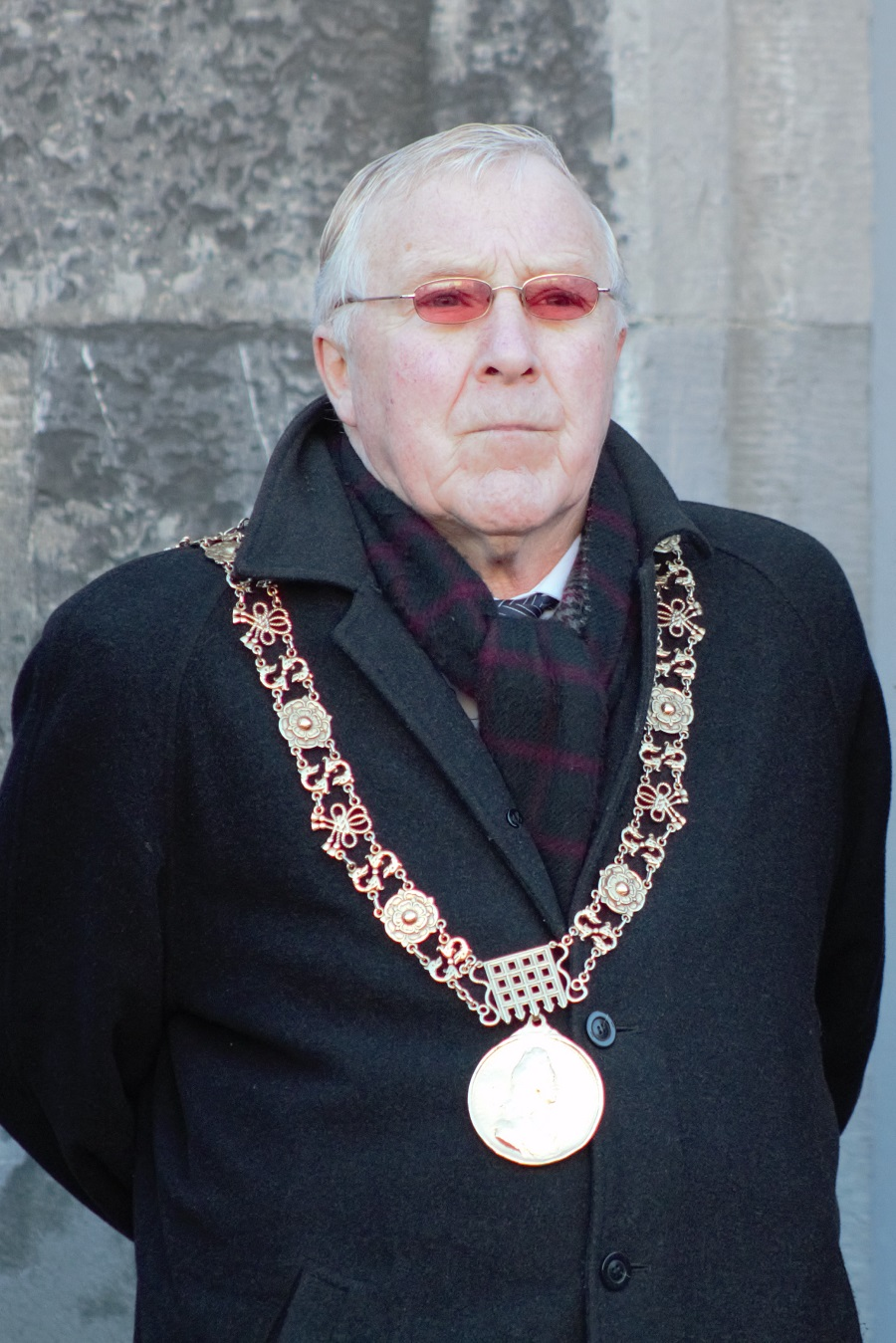

Christopher Burke é um vereador independente de Dublin e ex- lorde prefeito de Dublin. 
Burke ficou do lado do Exército Republicano Irlandês Provisório na divisão de 1970 em Sinn Féin e no IRA. Ele cumpriu dois mandatos na prisão de Portlaoise por acusações de associação ao IRA na década de 1970. 
No início dos anos 80, ele se envolveu na política local. Ele esteve envolvido no ativismo anti- ilegal do comércio de drogas em Dublin, particularmente com os Pais Preocupados Contra as Drogas, e criticou a Garda Síochána pelo tratamento dado a seus colegas ativistas.   Ele foi eleito pela primeira vez para o Conselho da Cidade de Dublin em 1985. 
Em 1986, ele e Tony Gregory foram presos por catorze dias por fazer campanha em nome dos comerciantes da Moore Street. 
Em 1996, ele recebeu 7.500 libras por angústia causada por declarações falsas depois que um membro do Ramo Especial de Garda havia dito a Burke que ele corria o risco de ser assassinado. 
Ele esteve envolvido em negociações durante o processo de paz na Irlanda do Norte nos anos 90 e apoiou os cessar-fogo do IRA. 
Depois de ganhar um assento para o Sinn Féin nas eleições locais irlandesas de 2009, ele deixou o partido três dias depois, levando a críticas de Aengus Ó Snodaigh  que o Sinn Féin o havia promovido na campanha como seu conselheiro mais antigo. 
Em 2010, o jornal Sunday World foi forçado pelo Tribunal Superior a pedir desculpas a Burke por um artigo de maio de 2007 pelo repórter criminal Paul Williams, publicado durante o período de campanha para a eleição geral daquele ano, que o acusou falsamente de envolvimento com o IRA. 
Ele concorreu ao Dáil dez vezes em Dublin Central, de 1982 a 2020, mas não foi eleito. Em junho de 2014, ele foi eleito lorde prefeito de Dublin por um ano.

## 30em
1. 1 2  Burke quits Sinn Féin, Patrick Logue, The Irish Times, 9 June 2009
2. ↑  Yates, Padraig (1985). «Chapter 14». Smack: The Criminal Drugs Racket in Ireland. Gill and Macmillan. [S.l.: s.n.] 233 páginas
3. ↑  Adams urges alliance on drugs, Mark Brennock, The Irish Times, 18 October 1996
4. ↑  Pushers Out: The Inside Story of Dublin's Anti-drugs Movement, André Lyder, p.32
5. ↑  Councillor Christy Burke's Profile Arquivado em 26 novembro 2007 no Wayback Machine, dublin.ie
6. 1 2 3  Much respected councillor a rare Sinn Fein beast, Ciaran Byrne, Irish Independent
7. ↑  Burke awarded £7,500 in action against former detective garda, The Irish Times, 11 November 1996
8. ↑  Sunday World apologises to councillor. RTÉ. 9 November 2010.